# 미니 뗏
미니 뗏(Mini-Tet)은 1968년 베트남 인민군이 수행했던 구정 대공세의 제2단계 작전으로, ‘5월 공세(May Offensive)’나 ‘리틀 뗏(Little Tet)’으로도 알려져 있다. 이 공세는 1968년 4월 29일부터 5월 30일까지 베트남 인민군(PAVN)과 남베트남 민족해방전선(VC)이 베트남 공화국 전역, 특히 사이공을 포함한 주요 대도시 지역에 대해 동시다발적으로 전개한 대규모 공격 작전이다. 5월 공세는 구정 대공세보다 훨씬 더 치열하고 유혈이 낭자한 전투로 평가된다. 5월 한 달 동안 미군은 남베트남 전역에서 총 2,169명의 전사자를 기록하였으며, 이는 베트남 전쟁 기간 중 미군에게 가장 치명적인 한 달이었다. 남베트남군 또한 2,054명이 전사하였다. 미국 측은 북베트남군 및 베트콩 측의 사망자가 24,000명을 초과하며, 2,000명 이상이 포로로 잡혔다고 발표하였다.
북베트남 정부가 구정 대공세의 실패에도 두 번째 공세를 전개한 이유에는 1968년 미국과의 협상에서 우위를 점하고 남베트남군을 약화시키려는 목적이 있었다. 베트남 인민군과 남베트남 민족해방전선은 1968년 4월 29일 공세를 개시해 후에, 다낭, 사이공, 동하 등 남베트남의 주요 대도시를 공격했다. 한 달 간의 공세에서 베트남 인민군은 동하 전투기지를 위협하는 한편, 큼득 전투에서 남베트남-오스트레일리아-미국 연합군을 격파하기도 했다. 그러나 5월 30일 작전이 종료될 때까지 베트남 인민군은 주요 목표를 달성하지 못했고, 20,000명 이상의 사망자를 냈다. 미니 뗏은 결국 베트남 인민군의 전략적 실패로 평가되고 있으며, 베트남 인민군은 1968년 8월부터 9월까지 구정 대공세 제3차 공세를 개시했지만 역시 실패한다.